# Boerhaaveplein
Het Boerhaaveplein is een plein in Amsterdam-Oost.

## Geschiedenis en ligging
Het plein ontstond als een niet opvulbare ruimte tussen twee stratenpatronen. Het noordelijke deel sluit aan op de kronkelende (niet rechtgetrokken) Singelgracht. Het zuidelijke deel sluit aan op het rechthoekige stratenpatroon in de Oosterparkbuurt. Doordat de Adreas Bonnstraat die overgang verzorgt bleef de gemeente met een open stuk zitten. Een factor was ook de goederenspoorlijn, die hier de wijk doorsneed, een aftakking vlak voor het station Amsterdam Weesperpoort via de brug 187 richting Sarphatistraat en Entrepotdok en terug. Verder was er nog de Bierbrouwerij de Amstel aan de Mauritskade; kade van de Singelgracht.
Het plein is per raadsbesluit van 13 oktober 1897 vernoemd naar medicus Herman Boerhaave. Het eigenaardige is dat Amsterdam rond 1902 een Boerhaave kliniek kreeg, niet in deze buurt maar in het Museumkwartier. Het Boerhaaveplein ligt in de omgeving van het OLVG-Oost. Meerdere straten zijn hier vernoemd naar medici. Amsterdamse kende al eerder een Eerste tot en met Vierde Boerhaavestraat, door steeds nieuwe indelingen in de buurt en naamsverandering binnen de straten bleven qua naam alleen de Eerste en Tweede Boerhaavestraat over. De naam van het plein is niet altijd in gebruik geweest. Zo werd er bij de aanbesteding van het badhuis in 1920 wel gerept over alle nabijgelegen straten, maar het plein werd niet genoemd, terwijl het daar op staat.
In deze buurt en zeker aan de noordelijke rand heeft grootscheepse sanering plaatsgevonden, waardoor het plein in betekenis toenam als open ruimte binnen het patroon van smalle straten.

## Gebouwen
De huisnummers lopen op van 2 tot en met 103, maar de even nummers eindigen bij 22 met uitschieter 28. Een deel van de oorspronkelijke bebouwing is verdwenen. Toch is te zien dat hier een aantal architecten van naam aan het werk is geweest
- J.B. Sellmeijer is verantwoordelijk voor een blokje vanuit de Andreas Bonnstraat eindigend op Boerhaaveplein 2;
- Carel Tenenti ontwierp een fabrieksgebouw voor de firma Wild & Hardebeck op Boerhaaveplein 4-6; later tot gemeentelijk monument verklaard
- Arend Jan Westerman van de Dienst der Publieke Werken ontwierp een badhuis  voor de buurt aan Boerhaaveplein 28 (voor de herindeling Andreas Bonnstraat 28); het werd tot rijksmonument verklaard
- A. van Baalen ontwierp de zuidelijke gevelwand van het plein[1]
- A. van Baalen ontwierp eveneens een “taartpunt” aan de oostkant van het plein met adressen aan de Tweede Boerhaavestraat 52-60 en Andreas Bonnstraat 1-5; later een gemeentelijk monument. Het is gebouwd in de stijl van de Amsterdamse School

## Kunst
Architectenbureau Sybolt Meindertsma ontwierp voor het plein een speelobject bestaande uit keien. De kinderen kunnen zelf water over de keien laten stromen door middel van een waterpomp die naast het object staat. Het is geen drinkwater. Voor drinkwater staat elders op het plein een waterhappertje.

## Openbaar vervoer
In de verleden tijd toen de Andreas Bonnstraat nog een doorgaande route was reed er over die straat openbaar vervoer, die dan automatisch ook over het plein reed (zie hier).

## Afbeeldingen

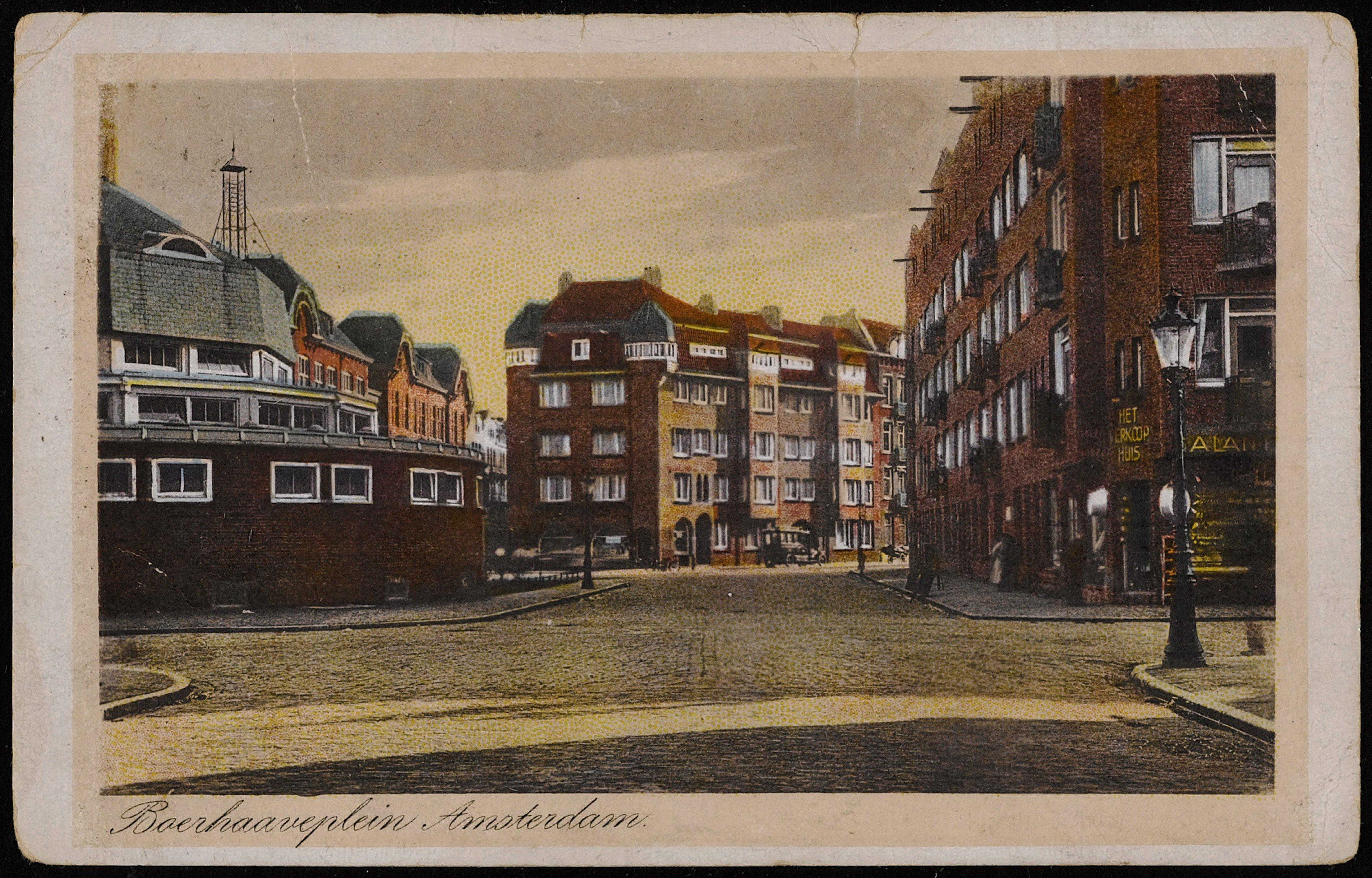
Boerhaaveplein in 1927
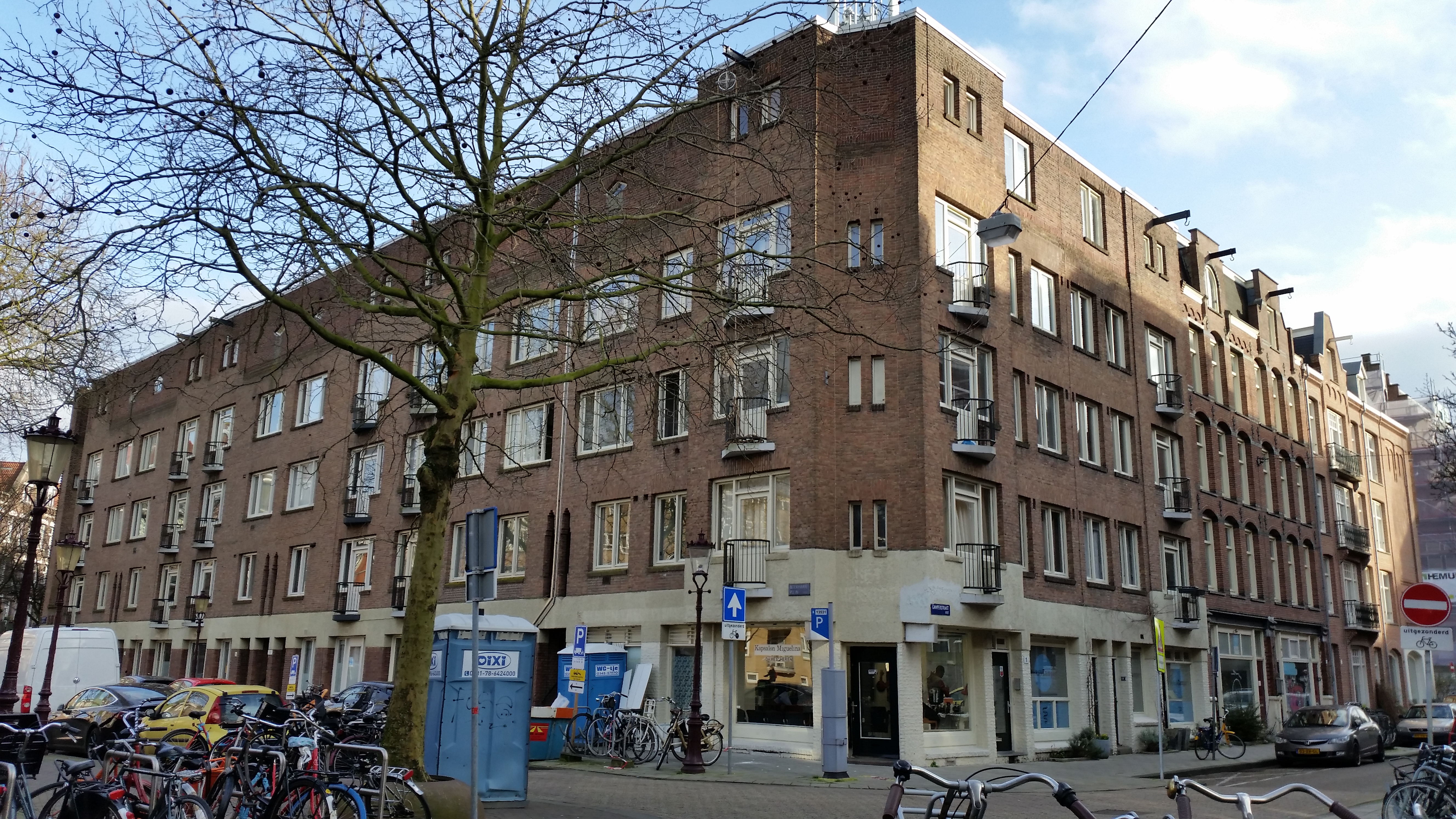
Blok van Anthony van Baalen (februari 2020)
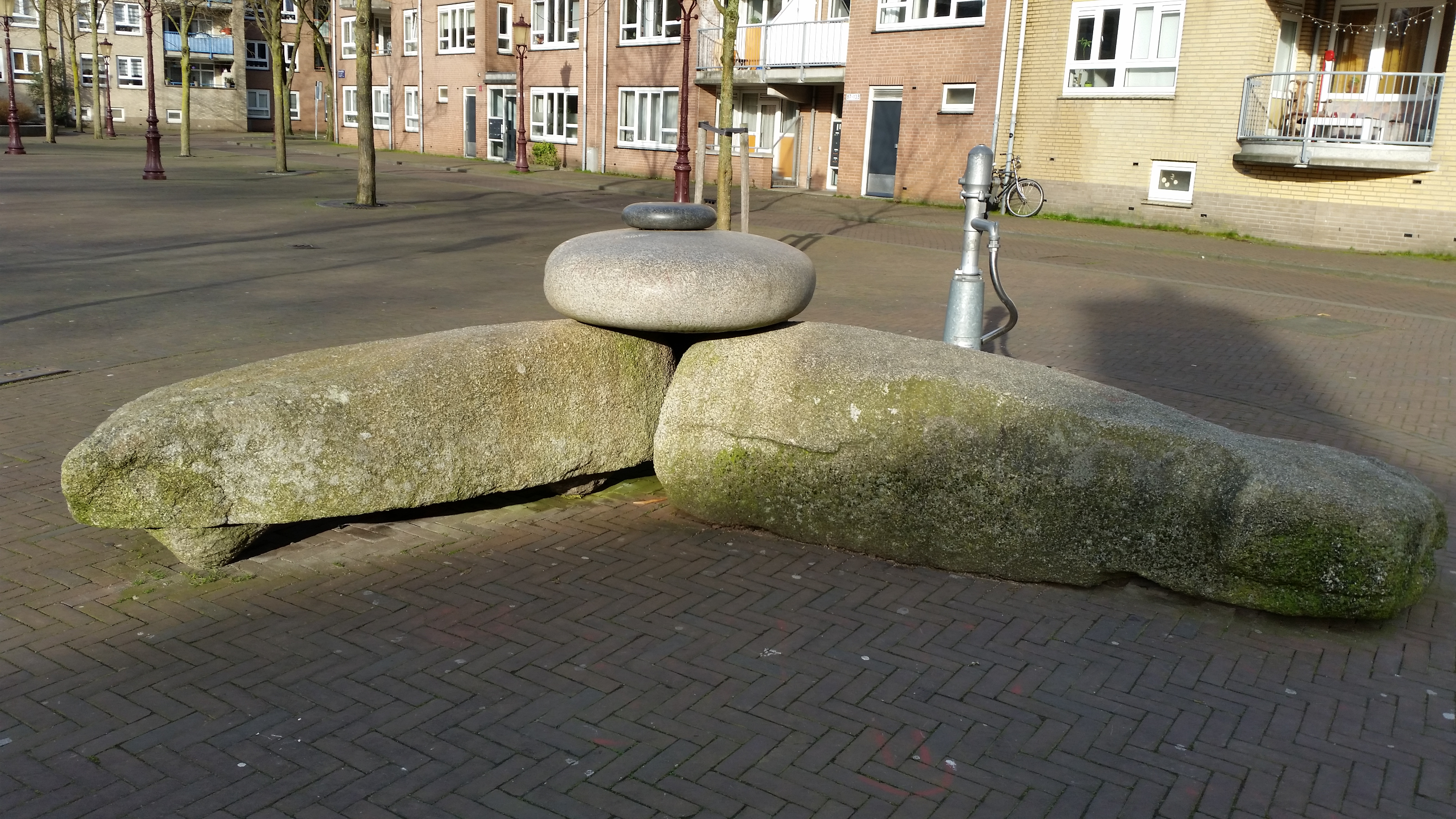
Speelobject (februari 2020)
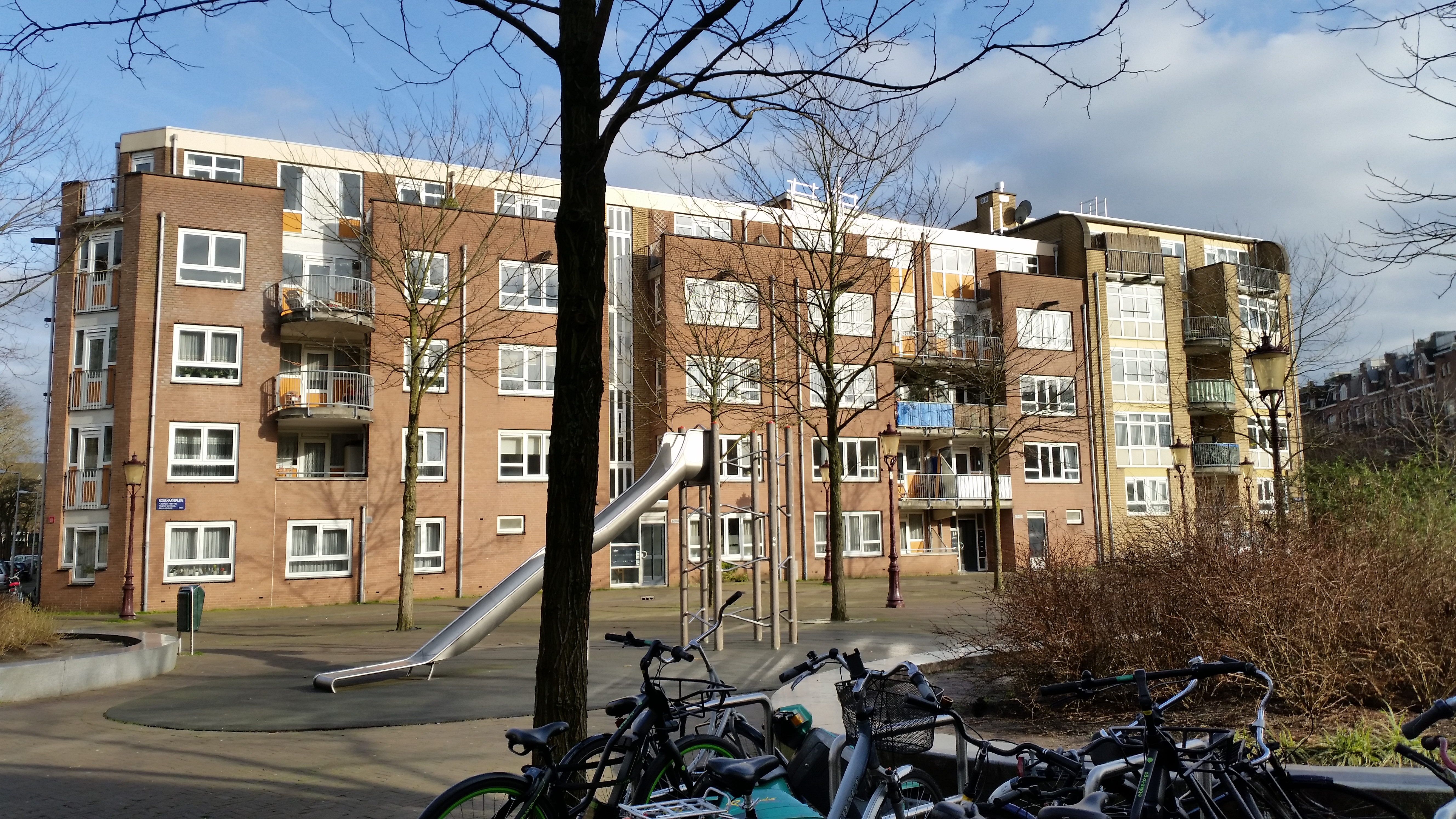
Bouw uit 1989 aan het plein (februari 2020)